# Commelina grandis
Commelina grandis är en himmelsblomsväxtart som beskrevs av John Patrick Micklethwait Brenan. Commelina grandis ingår i släktet himmelsblommor, och familjen himmelsblomsväxter.
Artens utbredningsområde är Zambia. Inga underarter finns listade.